# Quercus subhinoidea
Quercus subhinoidea là một loài thực vật có hoa trong họ Cử. Loài này được Chun & W.C.Ko miêu tả khoa học đầu tiên năm 1958.

## Hình ảnh